# Soldaten i garderoben
Soldaten i garderoben är en svensk kortfilm från 1989 i regi av Håkan Bjerking. Filmens musik gjordes av Tomas Tivemark.

## Rollista
- Valentino Labbart	- Olle
- Lena Ræder - Olles mamma
- Peter Andersson - Olles pappa
- Jesper Jönsson - soldaten
- Misio Mokrosinski - dagis- och kalasbarn
- Rebecka Kantor - dagis- och kalasbarn
- David Ward - dagis- och kalasbarn
- Amir Zaino - dagis- och kalasbarn
- Klara Bjärkstedt - dagis- och kalasbarn
- Charlotte Husberg - dagis- och kalasbarn
- Vanda Libitz - dagis- och kalasbarn
- Niklas Bjerking - buse på t-banan
- Johan Driessen - buse på t-banan
- Ninni Husberg - tant på t-banan

### Fotnoter
1. ↑  ”Soldaten i garderoben”. Svensk Filmdatabas. http://sfi.se/sv/svensk-filmdatabas/Item/?itemid=58052&type=MOVIE&iv=Basic&ref=/templates/SwedishFilmSearchResult.aspx?id%3d1225%26epslanguage%3dsv%26searchword%3dSoldaten+i+garderoben%26type%3dMovieTitle%26match%3dBegin%26page%3d1%26prom%3dFalse. Läst 3 augusti 2012.